# کرهانیتسه
کرهانیتسه (به چکی: Krhanice) یک منطقهٔ مسکونی در جمهوری چک است که در ناحیه بنشوو واقع شده‌است. کرهانیتسه ۱۳٫۴۶ کیلومتر مربع مساحت و ۹۴۶ نفر جمعیت دارد.